# 埃纳尔·恩格伦德
斯文·埃纳尔·恩格伦德（瑞典語：Sven Einar Englund，1916年6月17日—1999年6月27日），又译恩隆德，芬兰作曲家。出生于一个说瑞典语的家庭，曾就读于西贝柳斯音乐学院，后又随帕尔姆格伦等人学作曲。他是西贝柳斯之后芬兰最重要的交响曲作曲家之一，作有七部交响曲，其中第一部为“战争交响曲”，作于二战后（二战期间恩格伦德曾应征入伍并受伤）；第二交响曲名称为“黑鸟”。其他代表作还有为马克斯·弗里施的戏剧《中国长城》所作的配乐。他也曾创作大批电影音乐。他的音乐风格被评论者认为有时类似肖斯塔科维奇。1999年在他出生地所在的瑞典哥得兰岛逝世。

## 延伸阅读
- Englund, Einar: I skuggan av Sibelius. Söderström & Co., Helsingfors 1996.
- Korhonen, Kimmo: "Finnish Orchestral Music 2." Finnish Music Information Centre 1995.
- White, John David (ed.): New Music of the Nordic Countries. Pendragon Press 2002.
- Hillila, Ruth-Esther & Blanchard Hong, Barbara: Historical dictionary of the music and musicians of Finland. Greenwood Press 1997.